# Музей коноплі (Берлін)
Музей конопель (нім. Hanf Museum) — музей у Берліні, присвячений рослини коноплі та всьому, що з нею пов'язано. Єдиний музей у Німеччині і один з небагатьох в світі такого роду.

## Історія виникнення
Ініціатива створення музею конопель у Берліні належить німецькому товариству сприяння коноплі як корисній рослині (нім. H.A.N.F. e.V.), а його прообразом з'явився Музей гашиша, марихуани і коноплі в Амстердамі — мабуть, найвідоміший і найбільш відвідуваний з музеїв подібного роду в світі. Після того, як пробна виставка, присвячена коноплі, отримала позитивний резонанс у Берліні, було вирішено влаштувати постійну експозицію, яка відкрилася в історичному центрі міста — Ніколаїфіртель — 6 грудня 1994 року. Вже через сім років кількість відвідувачів музею перетнула позначку в 100 тисяч.

## Експозиція

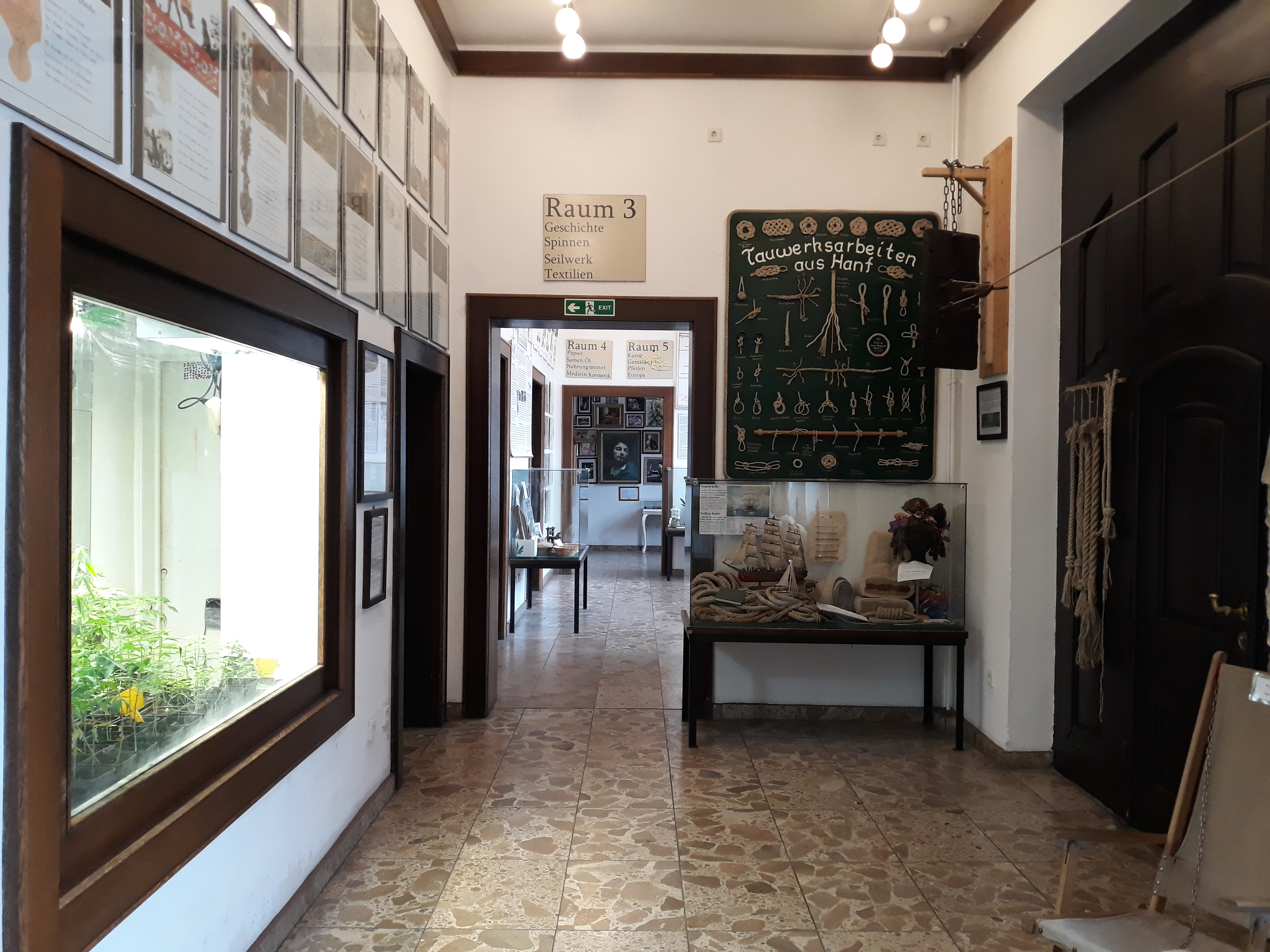
Частина експозиції музею

Експозиція музею розташована в восьми приміщеннях музею загальною площею більше 250 м2 і присвячена, зокрема:
- біологічним аспектам рослини коноплі,
- переробці і використанню волокон конопель і конопляної олії,
- медичного застосування конопель,
- ролі конопель в мистецтві і релігії,
- наркотичній дії конопель,
- правової ситуації при вирощуванні і вживання конопель.

Крім постійної експозиції в музеї влаштовуються спеціальні виставки, в тому числі в рамках Ночі музеїв або онлайн. 
При музеї працюють магазин та кафе, в яких можна придбати різні товари, так чи інакше пов'язані з коноплею.

## Галерея

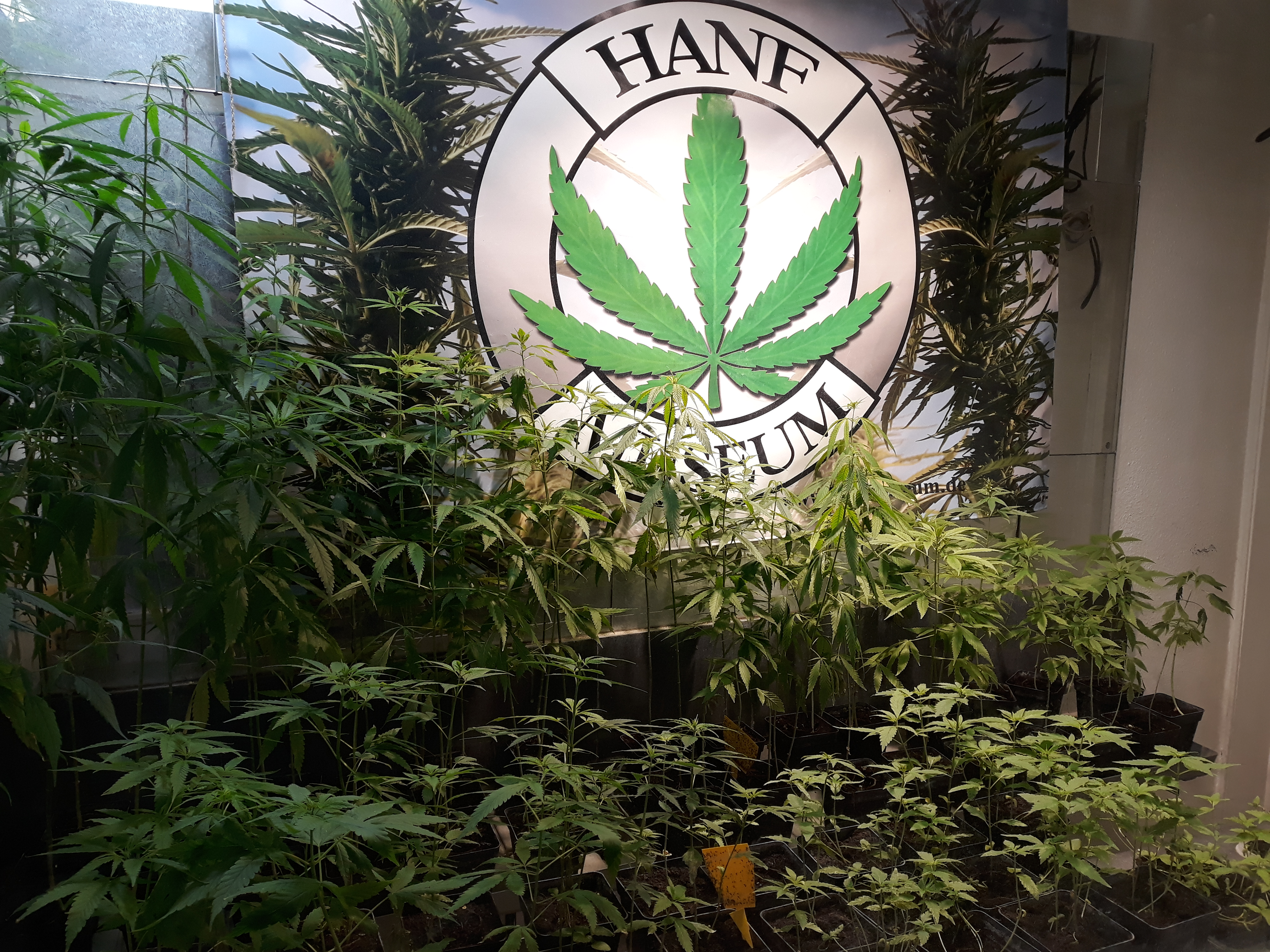
Рослини конопель сорту «Федора 17»у вітрині музею
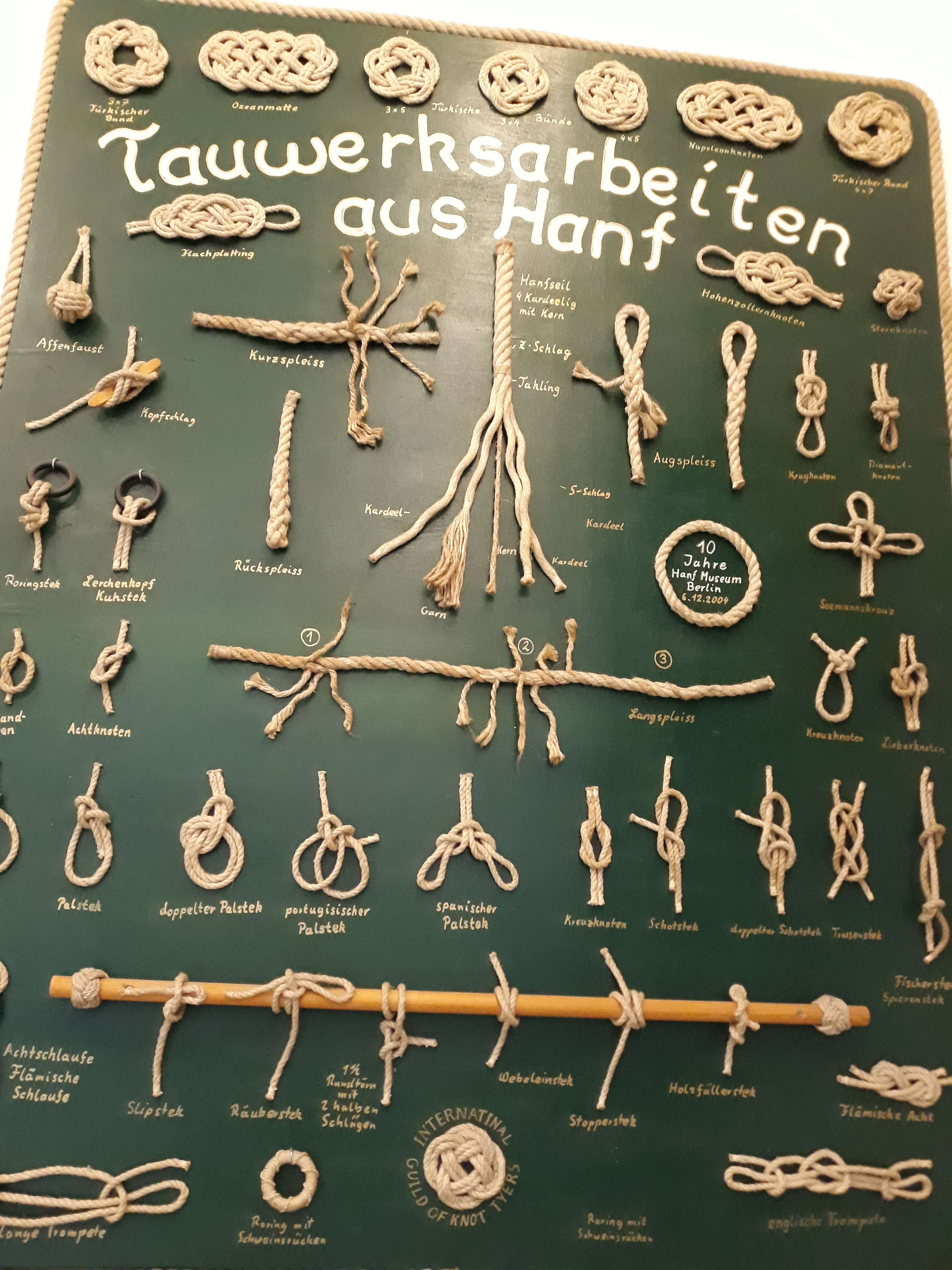
Приклади використання конопель